# アナトリー・マスリョンキン
アナトリー・エフスティグネイェーヴィチ・マスリョンキン（ロシア語: Анатолий Евстигнеевич Маслёнкин、1930年6月29日 - 1988年5月16日）は、ソビエト連邦の元サッカー選手。元ソビエト連邦代表。ポジションはDFもしくはMF。

## クラブ歴
モスクワ生まれ。1954年に地元のFCスパルタク・モスクワで選手となった。
1964年にFCシンニク・ヤロスラヴリに移籍。1966年に引退した。

## 代表歴
1955年8月21日に行われた西ドイツ代表との親善試合で代表初出場。翌年にはメルボルンオリンピックに出場し優勝した。その後、1960 欧州ネイションズカップでも優勝を記録している。FIFAワールドカップにも1958年大会、1962年大会の二回に出場している。